# Гевея
Гевея (Hévea) — рід вічнозелених однодомних дерев родини молочайних. Поширений у тропічних лісах Америки.
Найбільш відомий вид — Гевея бразильська (Hevea brasiliensis) — основне джерело натурального каучуку; також з неї виготовляють меблі, які мають підвищену міцність, не гниє та стійка до впливу шкідників. Основні плантації гевеї на даний момент знаходяться в Південно-Східній Азії, у першу чергу в Малайзії.
Вперше гевею описав французький натураліст, ботанік та фармацевт Жан Батист Крістіан Обле у 1775 році. 

## Види[4]
1. Hevea benthamiana Müll.Arg. — Венесуела, Колумбія, Бразилія
2. Hevea brasiliensis (Willd. ex A.Juss.) Müll.Arg. — Бразилія, Французька Гвіана, Венесуела, Колумбія, Перу, Болівія; натуралізована в Азії та Африки та на деяких тропічних островах.
3. Hevea camargoana Pires — острів Маражо, штат Пара в Бразилії
4. Hevea camporum Ducke  — штат Амазонас в Бразилії
5. Hevea guianensis Aubl. — Венесуела, Еквадор, Перу, Гаяна, Суринам, Французька Гвіана, Колумбія, Бразилія
6. Hevea microphylla Ule  — Венесуела, Колумбія, Бразилія
7. Hevea nitida Mart. ex Müll.Arg. — Колумбія, штат Амазонас в Бразилії
8. Hevea pauciflora (Spruce ex Benth.) Müll.Arg. — Венесуела, Перу, Гаяна, Суринам, Французька Гвіана, Колумбія, N Бразилія
9. Hevea rigidifolia (Spruce ex Benth.) Müll.Arg. — Ваупес в Колумбії, штат Амазонас в Бразилії
10. Hevea spruceana (Benth.) Müll.Arg. — Гаяна, штат Амазонас в Бразилії